# FDSP音源
FDSP音源（Formulated Digital Sound Processing:フォーミュレーテッドデジタルサウンドプロセッシング）は、エフェクトユニットのように音作りをサポートする機能の1つ。

## 概要
FDSPは、AWM音源エレメントから精密な信号処理によって、従来のエフェクトでは得られなかった音を作り出すことができる。
1つのボイスで、最大4つのエレメントに対してFDSPユニットを使用することができ、例えばANエレメントを使用する場合、最大3つのエレメントに対してFDSPユニットを使用できる。通常のエフェクト処理では、ポリフォニックの各ノートを一つにミックスした後にエフェクトDSPに送り込み、音色変更の効果を得る。
FDSPは、フィルターと同じようにノート情報を使った個別の信号処理を、エフェクトのような信号処理において行う。つまりノート情報を用いたより精密な信号処理を行うことで、特殊な音色効果を得ることができる。たとえば、DCF（ダイナミックコントロールフィルター）では、ノートの持つキーコード（ピッチ情報）でカットオフ周波数を設定するが、フランジャーやコーラスのようなモジュレーション系のエフェクトでも、その遅延時間をピッチ周波数に一致させるだけで音作りの範囲は全く違ったものになる。
ヤマハのEXシリーズでは、このような精密な信号処理をエフェクト感覚で行えるよう、音作りをサポートするさまざまなFDSPタイプが用意されている。FDSPタイプにはアナログシンセサイザーの音作りに似たようなもの、特殊な演出をするもの、ギターやエレクトリックピアノのピックアップシミュレーターのようにVA（バーチャルアコースティック）技術を応用したものなどがある。